# Ilha Carnac

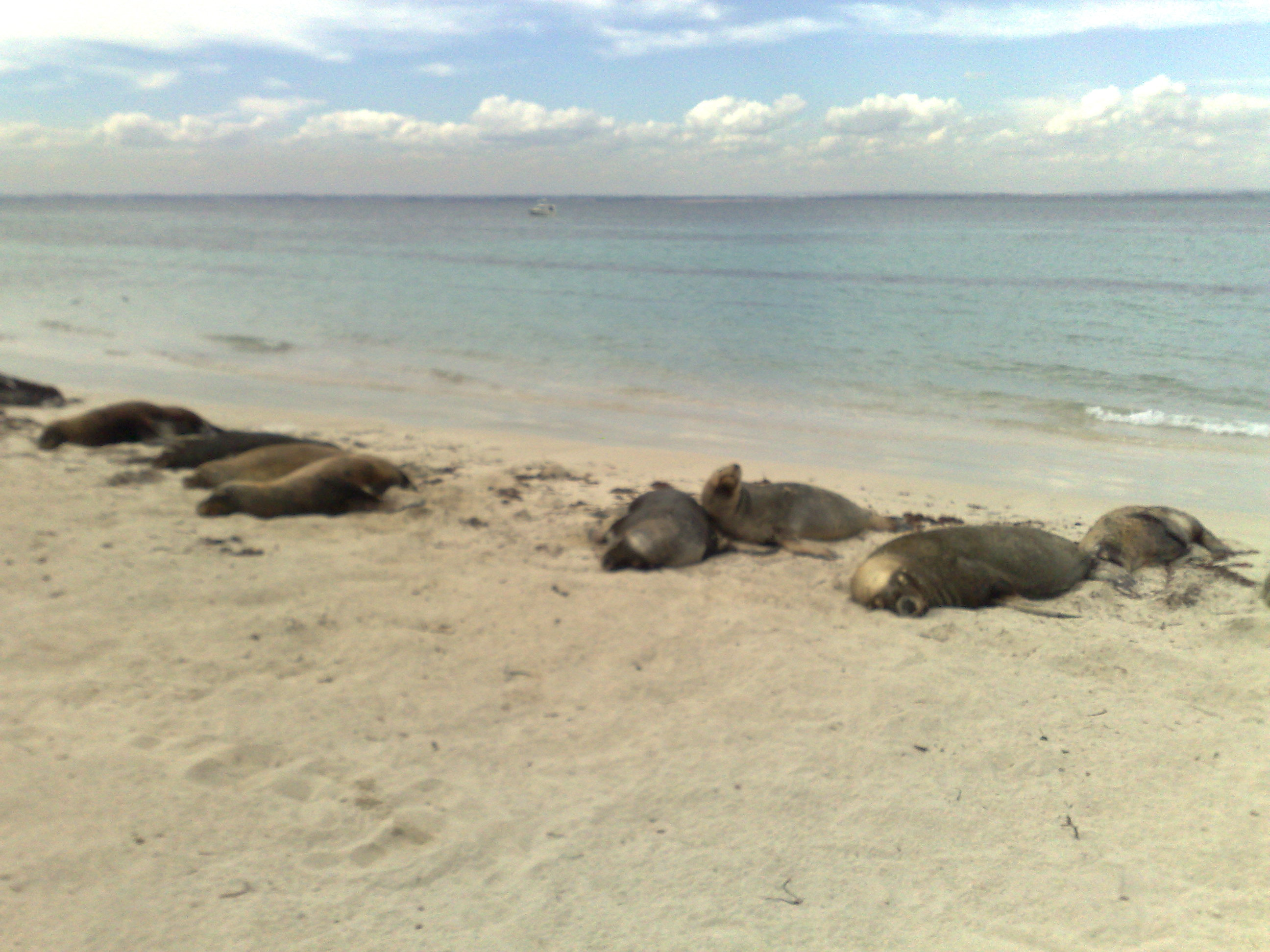
Leões-marinho na ilha Carnac

A Ilha Carnac é uma reserva natural localizada aproximadamente a 10 km ao sudoeste de Fremantle, Austrália Ocidental.
Em 1803, o explorador francês Louis de Freycinet, capitão do "Casuarina", nomeou a ilha como Île Pelée (Ilha Calva). Também era conhecida como Île Lévilian e como Île Berthelot. Em 1827, James Stirling trocou seu nome para "Ilha de Pulo Carnac" em homenagem a John Rivett Carnac. Não se sabe o motivo que fez Stirling incluir o termo "Pulo", e logo foi retirado.
Nos primeiros dias, os colonos do Rio Swan utilizaram a ilha como entidade penal para os indígenas australianos. A ilha é lugar dos leões-marinhos-australianos, Golfinho-comum e uma grande variedade de vida marinha. Observa-se particularmente a abundância de serpentes, especialmente a serpente-tigre, que vive na ilha. Por esta razão, pouquíssimas pessoas se aventuram a visitá-la.

## Relações externas
- Ilha Carnac no portal Protected Planet (em inglês)